# 광주광역시의 시내버스 노선 목록
518광주광역시의 시내버스 노선 목록 페이지는 광주광역시 면허의 각 시내버스 노선의 운행 구간과 이들 노선의 간략한 특징을 담고 있다. 여러 차례의 노선 변경으로 현재 간선노선과 지선노선의 구분은 모호하므로 여기서는 광주광역시에서 정한 대형, 중형버스 제도를 기준으로 구분하기로 한다.

## 급행버스
| 노선   | 운행구간                | 운행구간 | 운행구간                | 경유지 | 배차 간격 (분) | 운행사                                                                                    | 운행 대수 | 비고                                  |
| ------ | ----------------------- | -------- | ----------------------- | --- | -------------- | ----------------------------------------------------------------------------------------- | --------- | ------------------------------------- |
| 순환01 | 세하동                  | ↔        | 세하동                  | 김대중컨벤션센터역, 시청, 광주종합버스터미널, 경신여고, 전남대사거리, 광주역육교, 조선대, 남광주역, 백운우체국, 풍암지구, 금호지구, 운천저수지, 상무지구입구, 김대중컨벤션센터역                                                    | 8~14           | 대원시내                                                                                  | 24        | 양방면 순환형 노선 저상버스 운행      |
| 좌석02 | 무등산국립공원 (증심사) | ↔        | 한국에너지공과대학본관  | 학동·증심사입구역, 조선대, 국립아시아문화전당, 광주역, 전남대사거리, 경신여고, 광천치안센터, 광주종합버스터미널, 시청, 공항역, 광주송정역, 동곡, 빛가람혁신도시, 한빛1교, 부영3단지, 한국에너지공과대학교입구, 한국에너지공과대학교 | 12~19          | 대진운수 대창운수 동화운수 라정시내 삼아교통 세영운수 을로운수 삼원운수 현대교통 대원시내 | 22        | 2015년 6월 3일 신설 빛가람장성로 경유 |
| 수완03 | 송원대                  | ↔        | 대창운수                | 광주김치타운입구, 효천초교, 광주대후문, 대성여고, 남광주역, 조선대, 전남대사거리, 경신여고, 광주종합버스터미널, 운남삼성아파트, 수완모아엘가, 응암공원, 우편집중국, 폭스존                                                          | 4~15           | 대원시내 대진운수 대창운수 동화운수 세영운수 을로운수 삼원운수                            | 28        | 2016년 10월 22일 신설                 |
| 매월06 | 매월동                  | ↔        | 장등동 (대창운수)       | 풍암지구, 월드컵경기장, 월산5동, 백운우체국, 충장치안센터, 동강대, 무등도서관, 광주병원, 문흥지구입구 | 9~18           | 을로운수                                                                                  | 17        | 저상버스 운행 구 풍암06               |
| 진월07 | 송암공단 (세영운수)     | ↔        | 살레시오고등학교        | 송하삼익아파트, 대성여고, 백운광장, 충장치안센터, 금남로4가역, 동부소방서, 광주역, 전남대스포츠센터, 북부경찰서, 일곡지구 | 5~10           | 세영운수                                                                                  | 27        | 저상버스 운행                         |
| 첨단09 | 첨단                    | ↔        | 무등산국립공원 (증심사) | 쌍암공원, 첨단2동행정복지센터, 신창중, 신가주공아파트, 동천마을3단지 광주종합버스터미널, 금남로4가역,국립아시아문화전당(구,도청), 문화전당역, 전남대병원/남광주시장, 조선대병원, 학동·증심사입구역                                  | 5~9            | 대창운수                                                                                  | 25        | 저상버스 운행                         |

## 간선버스
| 노선   | 운행구간                | 운행구간 | 운행구간                | 경유지 | 배차 간격 (분) | 운행사                     | 운행 대수 | 비고                                                    |
| ------ | ----------------------- | -------- | ----------------------- | --- | -------------- | -------------------------- | --------- | ------------------------------------------------------- |
| 일곡10 | 살레시오고등학교        | ↔        | 진곡산단                | 일곡지구, 양산지구, 첨단2지구, 보훈병원후문, 첨단2동행정복지센터, 응암공원, 수완지구, 신창지구, 신가동, 운남삼성아파트, 월곡2동행정복지센터, 하남2지구, 지실마을, 장수동 | 12~19          | 대창운수 삼원운수          | 12        | 구 수완10 저상버스 운행                                 |
| 수완12 | 무등산국립공원 (증심사) | ↔        | 돈보스코학교            | 학동·증심사입구역, 문화전당역, 국립아시아문화전당(구,도청), 백운우체국, 월산4동, 신세계백화점, 운암도서관, 운암중, 동림푸른마을, 신창중, 수완모아엘가, 흑석사거리, 광산세무서, 하남초교, 하남3지구모아엘가 | 13~20          | 세영운수                   | 15        | 지원152번과 분리운행 2011년 4월 30일 신설 저상버스 운행 |
| 선운14 | 송산유원지              | ↔        | 화정무등파크            | 호남대, 선운지구, 광주무역회관, 한국은행, 상무병원, 5.18기념공원, 솔뫼타운, 기아자동차, 광주종합버스터미널 | 8              | 현대교통                   | 7         | 저상버스 운행                                           |
| 지원15 | 월남동 (동화운수)       | ↔        | 태령                    | 소태역, 학동·증심사입구역, 조선대, 교육대, 동강대, 무등도서관, 오치한전, 일곡사거리, 우치공원, 용전사거리, 효령노인복지타운 | 15~19          | 동화운수                   | 11        | 저상버스 운행                                           |
| 매월16 | 대창운수                | ↔        | 매월동                  | 쌍암공원, 첨단2동행정복지센터, 보훈병원, 신창용수마을, 동림푸른마을, 운암도서관, 경신여고, 광주-기아 챔피언스 필드, 광주종합버스터미널, 시청, 상무지구입구, 쌍촌역, 월드컵경기장 금호지구 | 13~18          | 대창운수                   | 16        | 저상버스 운행 구 풍암16                                 |
| 진월17 | 장등동 (대창운수)       | ↔        | 서광주역                | 문흥지구, 두암지구, 법원, 조선대, 남광주역, 백운광장, 대성여고, 송하삼익아파트, 송원대, 금호지구 | 9~12           | 을로운수                   | 18        | 저상버스 운행                                           |
| 문흥18 | 장등동 (대창운수)       | ↔        | 진곡산단                | 문흥지구, 문화중, 전남대공과대학, 전남대사거리, 경신여고, 운암도서관, 서영대, 동천마을3단지, 신가동, 운남삼성아파트, 월곡시장, 하남2지구, 진곡산단 | 6~10           | 대창운수                   | 22        | 저상버스 운행                                           |
| 송정19 | 장등동 (대창운수)       | ↔        | 도산동                  | 문흥지구, 오치한전, 전남대공과대학, 동강대, 광주역, 롯데백화점, 양동시장역, 서구청, 쌍촌역, 운천역, 상무역, 김대중컨벤션센터(마륵)역, 공항역, 영광통, 광주송정역, 금강1길, 도산동행정복지센터 | 9~14           | 현대교통                   | 16        | 저상버스 운행                                           |
| 첨단22 | 첨단                    | ↔        | 서광주역                | 앰코코리아, 첨단2동행정복지센터, 보훈병원, 첨단2지구, 동천동행정복지센터, 동천마을3단지, 시청, 한국국토정보공사, 상무역, 금호저수지입구 | 12~18          | 대창운수                   | 10        | 구 상무22 2014년 2월 22일 신설 저상버스 운행            |
| 첨단23 | 장등동 (대창운수)       | ↔        | 대창운수                | 각화지구, 문흥지구, 북부경찰서, 국제고, 양산호수공원, 용두주공, 첨단라인아파트, 과기원 | 12~20          | 대창운수                   | 10        | 상무22번과 분리운행 2017년 2월 25일 신설 저상버스 운행  |
| 지원25 | 월남동 (동화운수)       | ↔        | 서광주역                | 소태역, 조선대병원, 남광주역, 월산5동, 광주종합버스터미널, 광천동, 시청, 상무역, 상무시민공원 | 10~15          | 동화운수                   | 15        | 저상버스 운행                                           |
| 매월26 | 매월동                  | ↔        | 용전                    | 풍암사거리, 월드컵경기장, 광주광역시교육청, 광주종합버스터미널, 경신여고, 전남대, 유창아파트, 광주공고입구, 일곡사거리, 광주교도소, 우치공원 | 9~13           | 을로운수                   | 18        | 저상버스 운행 구 풍암26                                 |
| 봉선27 | 첨단                    | ↔        | 용산지구                | 월계중, 무양서원, 보훈병원, 신창용수마을, 동림푸른마을, 운암중, 경신여고, 전남대사거리, 북구청, 두암지구, 조선대, 남광주역, 남구청, 남구문화예술회관, 용산지구대성베르힐, 용산지구모아엘가에듀파크 | 8~11           | 삼원운수                   | 25        | 저상버스 운행                                           |
| 일곡28 | 매월동                  | ↔        | 살레시오고등학교        | 송원대, 송하삼익아파트, 대성여고, 백운광장, 봉선지구, 남광주역, 조선대, 두암지구, 말바우시장, 전남대공과대학, 오치한전, 일곡지구 | 7~12           | 세영운수 라정시내 을로운수 | 22        | 저상버스 운행                                           |
| 송정29 | 도산동                  | ↔        | 살레시오고등학교        | 광주송정역, 영광통, 소촌금호아파트, 광산중, 월곡시장, 운남삼성아파트, 신가동, 신창중, 신창용수마을, 동림푸른마을, 운암도서관, 용봉쌍용아파트, 국제고, 일곡지구, 광주교도소 | 9~13           | 라정시내 삼원운수          | 18        | 저상버스 운행                                           |
| 첨단30 | 대창운수                | ↔        | 운암산코오롱하늘채      | 쌍암공원, 첨단2동행정복지센터, 보훈병원, 양산지구, 국제고, 광주공고입구, 유창아파트, 전남대, 광주역, 양동시장역, 서광주전화국, 광천동, 광주종합버스터미널, 동천동주민센터, 동림삼익아파트 | 10~15          | 대창운수                   | 17        | 저상버스 운행                                           |
| 송암31 | 송암공단 (세영운수)     | ↔        | 천교                    | 송원대, 송하삼익아파트, 대성여고, 백운광장, 월산5동, 광주광역시교육청, 화정현대아파트, 광주종합버스터미널, 서광주전화국, 양동시장역, 양동복개쇼핑센터( | 13~19          | 을로운수                   | 7         | 저상버스 운행 첨단30번과 분리운행 2011년 4월 30일 신설  |
| 금호36 | 장등동 (대창운수)       | ↔        | 서광주역                | 문흥지구입구, 각화지구, 두암지구, 동산아파트, 조선대, 문화전당역, 국립아시아문화전당(구,도청), 금남로4가역, 양동시장역, 서구청, 광주종합버스터미널, 한국병원, 서광주우체국, 금호지구 | 10~14          | 대창운수 대원시내          | 18        | 저상버스 운행                                           |
| 봉선37 | 송산유원지              | ↔        | 월남동 (동화운수)       | 호남대, 광산경찰서, 정광고입구, 우산빛여울채아파트(동), 우산리버힐아파트, 광산중, 월곡시장, 목련마을, 신가동, 동천마을3단지, 공구의거리, 신세계백화점, 서구청, 양동시장역, 동부소방서, 동구청, 남광주역, 방림삼거리, 송림주택, 라인효친, 남구문화예술회관, 용산지구 대성베르힐, 용산지구모아엘가에듀파크, 용산초교 | 10~13          | 현대교통 동화운수          | 23        | 저상버스 운행                                           |
| 일곡38 | 살레시오고등학교        | ↔        | 송산유원지              | 일곡지구, 국제고, 북부경찰서, 오치한전, 전남대공과대학, 동강대, 서방사거리, 롯데백화점, 광주-기아 챔피언스 필드, 광주종합버스터미널. 시청, 김대중컨벤션센터, 공항역, 영광통, 광산경찰서, 호남대 | 14~20          | 대창운수 현대교통          | 16        | 저상버스 운행                                           |
| 문흥39 | 장등동 (대창운수)       | ↔        | 대창운수                | 문흥지구, 무등도서관, 동강대, 금남로4가역, 양동시장역, 서구청, 광주종합버스터미널, 동천마을3단지, 신가동, 목련마을8단지, 성덕마을, 첨단라인아파트 | 14~20          | 대창운수                   | 14        | 저상버스 운행 구 송정39                                 |
| 지원45 | 도산동                  | ↔        | 월남동 (동화운수)       | 공군부대, 도산동행정복지센터. 송정대덕아파트, 공항역, 일가정양립지원본부, 시청, 운천저수지 , 풍암지구, 대성사거리, 충장치안센터, 국립아시아문화전당(구,도청), 문화전당역, 전남대병원/남광주시장, 조선대병원, 학동·증심사입구역, 소태역 | 10~15          | 삼아교통                   | 18        | 저상버스 운행                                           |
| 금호46 | 대창운수                | ↔        | 서광주역                | 첨단롯데마트, 첨단2동행정복지센터, 수완모아엘가, 운남삼성아파트, 월곡시장, 광주여대, 시청, 운천저수지, 금호지구 | 14~20          | 대창운수                   | 13        | 저상버스 운행                                           |
| 송암47 | 장등동 (대창운수)       | ↔        | 시립제2요양병원         | 문흥지구입구, 무등도서관, 동강대, 전남대사거리, 경신여고, 광주종합버스터미널, 한국병원, 서광주우체국, 페퍼스타디움, 원광대한방병원, 풍암지구, 송원대, 광주대, 금호타운아파트 | 15~20          | 을로운수                   | 12        | 저상버스 운행                                           |
| 운림50 | 세하동                  | ↔        | 무등산국립공원 (증심사) | 김대중컨벤션센터 (마륵)역, 상무중흥아파트, 한국국토정보공사, 시청, 운천저수지, 염주사거리, 월산마을, 백운우체국, 남구청, 라인효친, 남광주역, 조선대병원, 학동·증심사입구역 | 18~25          | 삼아교통                   | 12        | 저상버스 운행 구 지원50                                 |
| 운림51 | 첨단                    | ↔        | 무등산국립공원 (증심사) | 쌍암공원, 첨단2동행정복지센터, 보훈병원, 신창중, 전남공고, 동림푸른마을, 운암도서관, 경신여고, 광주-기아 챔피언스 필드, 광주일고/광주고용센터, 금남로4가역, 국립아시아문화전당(구,도청), 문화전당역, 전남대병원/남광주시장, 조선대병원, 학동·증심사입구역 | 8~11           | 대진운수                   | 21        | 저상버스 운행 구 지원51                                 |
| 운림54 | 무등산국립공원 (증심사) | ↔        | 대한적십자사            | 학동·증심사입구역, 전남대병원/남광주시장, 동구청, 광주고/4.19역사관, 동강대, 무등도서관, 오치한전, 북부경찰서 | 5~7            | 대창운수                   | 22        | 저상버스 운행 구 지원54                                 |
| 금남58 | 동림삼익아파트          | ↔        | 문화전당역              | 서영대, 운암도서관, 경신여고, 한국국토정보공사광주중부지사, 광주-기아 챔피언스 필드입구, 신안사거리, 광주역, 동부소방서, 동구청,국립아시아문화전당(구,도청) | 13~15          | 대진운수                   | 8         | 저상버스 운행                                           |
| 금남59 | 매월동                  | ↔        | 덕남                    | 풍암지구, 월드컵경기장정문, 염주사거리, 돌고개역, 양동시장역, 충장치안센터, 국립아시아문화전당(구,도청), 문화전당역, 남광주역, 제석초교, 문성고, 송화마을 | 18~22          | 라정시내                   | 12        | 저상버스 운행                                           |
| 첨단95 | 첨단                    | ↔        | 시립제2요양병원         | 용전사거리, 건국동행정복지센터, 양산호수공원, 경신여고, 광주-기아 챔피언스 필드, 광주일고/광주고용센터, 금남로4가역, 국립아시아문화전당(구,도청), 문화전당역, 남광주역, 백운광장, 대성여고, 광주대입구, 송화마을 | 13~20          | 대창운수                   | 16        | 저상버스 운행                                           |
| 송정98 | 도산동                  | ↔        | 용산지구                | 도산파출소, 도산역, 신동사거리, 광주송정역, 광산구청, 영광통, 송정공원역, 송정IC, 아리랑고개. 소촌금호아파트, 우산리버힐아파트. 우산빛여울채아파트(동),광주여대, 하남중, 월곡일신아파트. 월곡시장, 흑석사거리, 목련마을8단지, 신가동, 극락강역입구. 풍영정입구, 동천마을3단지, 공구의거리, 무등야구장, 신안동행정복지센터, 신안사거리, 광주역, 중흥초교, 4.19기념관, 광주고/4.19역사관, 국립아시아문화전당(구,도청), 문화전당역, 서남동행정복지센터. 조선대공과대학, 남광주역,양림휴먼시아2차, 양림휴먼시아1차, 남광주농협, 남구청, 주월중입구, 봉선2동행정복지센터, 남구문화예술회관, 용산지구대성베르힐, 용산지구모아엘가에듀파크 | 10~13          | 현대교통                   | 22        | 저상버스 운행                                           |

## 지선버스
| 노선    | 운행구간                                 | 운행구간 | 운행구간                | 경유지 | 배차 간격 (분) | 운행사                              | 운행 대수 | 비고                                                                                          |
| ------- | ---------------------------------------- | -------- | ----------------------- | --- | -------------- | ----------------------------------- | --------- | --------------------------------------------------------------------------------------------- |
| 첨단20  | 첨단                                     | ↔        | 월드컵경기장            | 앰코코리아, 첨단라인아파트, 비아농협, 비아중흥아파트, 하남공단, 흑석사거리, 월곡시장, 우산동중흥S클래스, 공항역, 김대중컨벤션센터역, 상무역, 운천저수지, 염주사거리 | 12~18          | 대창운수 삼원운수                   | 16        |                                                                                               |
| 송정33  | 도산동                                   | ↔        | 비엔날레주차장          | 광주송정역, 영광통, 우산동중흥S클래스, 우산빛여울채아파트(동) 광주여대, 흑석사거리, 목련마을8단지, 수완모아엘가, 응암공원, 쌍암공원, 첨단병원입구, 첨단롯데마트, 첨단2지구, 연제현대아파트, 광주박물관 | 13~20          | 대창운수                            | 12        | 2015년 6월 8일 신설                                                                           |
| 운림35  | 장등동                                   | ↔        | 무등산국립공원 (증심사) | 문흥지구, 오치한전, 무등도서관, 두암지구, 풍향시장, 법원, 조선대, 학동·증심사입구역 | 14~18          | 대창운수                            | 11        | 구 지원35                                                                                     |
| 첨단40  | 첨단                                     | ↔        | 도산동                  | 산업인력공단, 첨단라인아파트, 무양서원, 보훈병원, 신창호반아파트, 진흥고, 신창동우체국, 신가동, 목련마을, 월곡시장, 광주여대, 우산빛여울채아파트(서), 광주경찰청, 송정대덕아파트, 도산동행정복지센터, 공군부대                                                                                                | 20~30          | 대창운수                            | 10        | 구 첨단93 통합                                                                                |
| 수완49  | 무등산국립공원 (증심사)                  | ↔        | 수완지구 (KS병원)       | 학동·증심사입구역, 동구청, 금남로4가역, 광주일고/광주고용센터, 광주역, 전남대사거리, 경신여고, 운암도서관 서영대, 동천마을3단지, 신가주공아파트, 수완새한포유, 수완양우내안애 | 20~25          | 대원시내 동화운수                   | 10        |                                                                                               |
| 지원52  | 내남                                     | ↔        | 그린파크                | 제2수원지, 육판지/내지, 주남, 소태역, 학동·증심사입구역, 전남대병원/남광주시장, 동구청, 롯데백화점, 돌고개역 | 14회           | 동화운수                            | 2         | 구 지원53 통합                                                                                |
| 문흥53  | 장등동                                   | ↔        | 광주종합버스터미널      | 문흥지구, 북부경찰서, 용봉쌍용아파트, 문화예술회관, 광천치안센터 | 15~25          | 대창운수                            | 5         | 문흥48과 분리운행 2017년 2월 25일 신설                                                        |
| 금남55  | 장등동                                   | ↔        | 시립제2요양병원         | 문흥지구입구, 각화지구, 두암지구, 북구청, 전남대사거리, 광주역, 산수동우체국, 조선대, 문화전당역, 충장치안센터, 서남대병원, 기독병원, 백운우체국, 남구청, 봉선지구, 문성고, 송화마을 | 15~20          | 을로운수                            | 12        |                                                                                               |
| 지원56  | 월남동 (동화운수)                        | ↔        | 광주역                  | 용산초교, 용산지구대성베르힐, 라인효친, 양림휴먼시아2차, 남광주농협, 주월주택단지, 신우아파트, 월산5동, 화정역, 광주종합버스터미널, 서광주전화국, 양동시장역, 양동시장교차로, 유동사거리 | 15~23          | 동화운수 삼아교통 을로운수          | 8         | 문흥48번과 분리운행 2017년 2월 25일 신설 저상버스 운행                                        |
| 금남57  | 살레시오고등학교                         | ↔        | 조선대학교              | 우치공원, 용전사거리, 건국동행정복지센터, 양산지구, 국제고, 광주공고입구, 유창아파트, 전남대, 광주역, 롯데백화점, 금남로4가역, 문화전당역, 동구청, 조선대병원입구 | 13~18          | 대창운수                            | 14        |                                                                                               |
| 양산60  | 효령노인복지타운                         | ↔        | 광주종합버스터미널      | 건국동행정복지센터, 양산지구, 운암3동행정복지센터, 서영대, 공구의거리, 광천치안센터 | 12~16          | 대창운수                            | 8         | 2017년 2월 25일 신설                                                                          |
| 매월61  | 세하동 (칠석)                            | ↔        | 조선대학교              | 매월동, 풍암사거리, 금호지구, 염주사거리, 돌고개역, 양동시장, 금남로5가역, 금남로4가역, 국립아시아문화전당, 문화전당역, 조선대병원입구 | 18~25          | 을로운수                            | 10        | 구 풍암61                                                                                     |
| 상무62  | 상무지구                                 | ↔        | 상무지구종점            | 계수초교, 시청, 동천마을3단지, 신가동, 운남삼성아파트, 월곡2동행정복지센터, 광주여대,우산빛여울채아파트(서), 정광고입구, 영광통, 공항역, 김대중컨벤션센터역, 상무역, 계수초교 | 30~35          | 대원시내                            | 6         | 양방향 순환형 노선                                                                            |
| 상무63  | 상무지구                                 | ↔        | 대한적십자사            | 5.18자유공원, 시청, 동천동행정복지센터, 서영대, 운암도서관, 용봉쌍용아파트 | 40~45          | 대진운수                            | 3         |                                                                                               |
| 상무64  | 세하동                                   | ↔        | 비엔날레전시관          | 김대중컨벤션센터, 시청, 솔뫼타운, 광주종합버스터미널, 경신여고, 전남대, 유창아파트, 용봉현대3차아파트 | 20             | 삼원운수 삼아교통                   | 8         |                                                                                               |
| 유덕65  | 덕흥동                                   | ↔        | 광주역                  | 유덕동행정복지센터, 광천동, 광주종합버스터미널, 발산, 서광주우체국, 양동복개쇼핑센터( 광주일고/광주고용센터, 요한병원 | 30~35          | 대원시내                            | 4         |                                                                                               |
| 송암68  | 송암공단                                 | ↔        | KTX체육기지             | 송원대, 효천2지구, 송화마을, 문성고, 봉선지구, 백운우체국, 무진중, 서구청, 광주종합버스터미널, 시청, 광주여대, 하남2지구 | 13~17          | 을로운수 현대교통 대창운수 대원시내 | 14        | 2015년 6월 8일 신설                                                                           |
| 대촌69  | 칠석                                     | ↔        | 양동시장역              | 대촌한일베라체, 서창치안센터, 서창동행정복지센터, 김대중컨벤션센터역, 상무역, 운천역, 서광주세무서, 한국병원, 광주종합버스터미널, 서광주전화국, 북성중 | 12회           | 삼아교통                            | 2         |                                                                                               |
| 대촌70  | 승촌                                     | ↔        | 롯데백화점              | 무학초교, 대촌한일베라체, 포충사, 인성고, 광주대입구, 대성여고, 백운광장, 월산사거리, 동부소방서, 충장치안센터,광주공원 | 30~35          | 을로운수                            | 5         |                                                                                               |
| 대촌71  | 구소                                     | ↔        | 양동시장역              | 학촌, 석교삼거리, 서창치안센터, 매월동, 풍암지구, 원광대한방병원, 대성사거리, 양동복개쇼핑센터 | 6회            | 을로운수                            | 1         |                                                                                               |
| 송암72  | 송암공단 (세영운수)                      | ↔        | 수완지구 (KS병원)       | 송원대, 풍암사거리, 금호지구, 운천저수지, 한국병원, 화정중흥파크, 서구청, 양동시장역, 양동시장교차로, 광주역, 전남대사거리, 경신여고, 운암도서관, 동림푸른마을, 신창중, 성덕마을, 수완양우내안애, 수완우미린2차                                                                                               | 15~20          | 세영운수                            | 16        |                                                                                               |
| 송암73  | 도산동                                   | ↔        | 서광주역                | 공군부대, 도산동행정복지센터, 송정대덕아파트, 공항역, 김대중컨벤션센터(마륵)역, 대우디오빌, 운천저수지, 염주사거리, 화정중, 월산5동, 백운광장, 대성여고, 송원대, 금호지구 | 12~20          | 삼아교통                            | 14        |                                                                                               |
| 송암74  | 송암공단 (세영운수)                      | ↔        | 장등동 (대창운수)       | 송원대, 풍암동부센트레빌, 금호지구, 월드컵경기장, 염주사거리, 돌고개역, 대성초교, 충장치안센터, 법원입구, 두암지구, 각화지구, 문흥지구입구 | 16~18          | 을로운수                            | 12        | 구 두암82 통합                                                                                |
| 진월75  | 송암공단 (세영운수)                      | ↔        | 도산동                  | 송원대, 효천2지구, 송화마을, 대성여고, 대광여고, 원광대한방병원, 풍암지구, 금호지구, 서창사거리, 공항역, 영광통, 광주송정역 | 17~21          | 을로운수                            | 10        | 구 봉선75                                                                                     |
| 봉선76  | 무등산국립공원 (증심사)                  | ↔        | 송암공단                | 동구문화센터, 소태역, 빛고을복지회관, 학림교, 양림휴먼시아, 봉선지구, 문성고, 송화마을, 효천2지구, 송원대학교 | 40~60          | 을로운수                            | 3         |                                                                                               |
| 진월77  | 세하동                                   | ↔        | 노대                    | 매월동, 풍암사거리, 금호지구, 염주사거리, 월산마을, 무등시장입구, 대광여고, 대성여고, 광주대, 금호타운아파트 | 25~40          | 을로운수                            | 5         |                                                                                               |
| 진월78  | 광주김치타운                             | ↔        | 이동 (임정)             | 공구단지, 풍암지구, 원광대한방병원, 대광여고, 대성여고, 송하삼익아파트, 인성고, 임정 | 13회           | 세영운수                            | 2         | 일부시간대 이동입구, 임정까지 운행                                                            |
| 진월79  | 도동                                     | ↔        | 천교                    | 효천2지구, 인성고, 송하삼익아파트, 대성여고, 백운광장, 대성사거리, 동신대한방병원, 양동시장역, 양동시장 | 12~20          | 을로운수                            | 7         |                                                                                               |
| 문흥80  | 장등동 (대창운수)                        | ↔        | 충장치안센터            | 문흥지구, 오치한전옆, 전남대후문, 북구청, 동강대, 교육대, 법원, 조선대, 문화전당역, 국립아시아문화전당, 충장치안센터, 금남로4가역 | 20~30          | 대창운수                            | 6         |                                                                                               |
| 두암81  | 장등동 (장등마을)                        | ↔        | 장등동 (장등마을)       | 각화지구, 무등도서관, 말바우시장, 북구청, 전남대공과대학, 광주역, 광주일고/광주고용센터, 롯데백화점, 전남여고, 법원, 지산유원지, 장원초교, 두암지구 | 20~35          | 대창운수                            | 8         | 양방향 순환형 노선                                                                            |
| 용봉83  | 비엔날레전시관                           | ↔        | 비엔날레전시관          | 중앙여고, 경신여고, 전남대사거리, 광주역, 동강대, 북구청, 전남대동문, 삼원맨션, 용봉동성당 | 15~18          | 대진운수                            | 9         | 양방향 순환형 노선                                                                            |
| 용전84  | 송강정                                   | ↔        | 양동시장역              | 태령, 효령노인복지타운, 용전사거리, 건국동행정복지센터, 양산지구, 문화예술회관, 광주-기아 챔피언스 필드, 현대자동차, 양동시장역 | 38~40          | 대진운수                            | 4         |                                                                                               |
| 용전85  | 용전 (입암)                              | ↔        | 중앙여고                | 용전사거리, 건국동행정복지센터, 양산지구, 연제주공아파트, 박물관입구, 문화예술회관, 한국국토정보공사광주중부지사 | 20~30          | 대창운수                            | 6         | 1일 6회 입암 착·발                                                                            |
| 용전86  | 장등동                                   | ↔        | 효령노인복지타운        | 각화지구, 문흥지구, 서산초교, 국제고, 일곡지구, 우치공원, 용전사거리 | 25~40          | 대창운수                            | 4         |                                                                                               |
| 석곡87  | 청풍학생야영장                           | ↔        | 조선대학교              | 분토(북구), 석곡동행정복지센터, 문흥지구입구, 무등도서관, 동강대, 광주고, 동구청, 조선대병원입구 | 25~40          | 대창운수                            | 5         |                                                                                               |
| 임곡89  | 덕흥동                                   | ↔        | 오룡                    | 시청, 광천동, 광주종합버스터미널, 서광주전화국, 양동시장역, 광주역, 무등야구장, 동천마을3단지, 극락강역입구, 신가동, 광산세무서, 신등 ,고룡정보산업학교, 임곡역, 연계삼거리, 와산, 월봉서원입구 | 10회           | 대원시내                            | 3         |                                                                                               |
| 임곡90  | 원사호마을                               | ↔        | 두산                    | 임곡역, 산수보건소, 본량파출소, 본량초교, 명도삼거리, 삼도초교, 송산교, 호남대 광산경찰서, 금호타이어, 광주송정역, 동곡동행정복지센터, 기룡마을 | 60~65          | 현대교통 라정시내                   | 4         | 구 송정710 일부구간 운행                                                                      |
| 임곡91  | 첨단                                     | ↔        | 와산                    | 산업인력공단, 첨단롯데마트, 보훈병원후문, 첨단2동행정복지센터, 첨단라인아파트, 첨단도서관, 비아농협, 비아중흥아파트, 안청농협, 백길마을, 고룡정보산업학교, 신촌 윗길, 임곡역 | 6회            | 삼원운수                            | 1         |                                                                                               |
| 첨단92  | 첨단                                     | ↔        | 흑석사거리(동)          | 전남과학대학포스트비, 산업인력공단, 첨단롯데마트, 첨단부영아파트, 무양서원, 응암공원, 월계중, 비아농협, 비아중흥아파트, 하남공단, 유애서원 | 35~50          | 대창운수                            | 3         |                                                                                               |
| 송정93  | 도산동                                   | ↔        | 연산동                  | 광주송정역, 광산경찰서, 선운휴먼시아, 라정시내버스, 평동우체국 | 7회            | 라정시내 을로운수                   | 2         | 구 평동770                                                                                    |
| 첨단94  | 첨단                                     | ↔        | 비아호반아파트          | 산업인력공단, 첨단롯데마트, 첨단2동행정복지센터, 첨단1동행정복지센터, 월계중, 비아중흥아파트, 하남공단, 흑석사거리, 목련마을8단지, 신가동, 신가우미아파트, 신창동우체국, 전남공고, 수완자동차매매단지 | 35~45          | 삼원운수                            | 4         |                                                                                               |
| 송정96  | 용봉마을                                 | ↔        | 대산삼거리              | 동곡, 공군부대후문, 송정대덕아파트, 송정시장, 광주송정역, 평동역, 평동초교, 축산시험장, 복굴, 송학 | 11회/10회      | 대진운수 라정시내                   | 2         |                                                                                               |
| 송정97  | 광주공항                                 | ↔        | 광암복림                | 영광통, 광주송정역, 평동역, 평동초교, 명화동, 월곡마을, 대산삼거리, 우치, 대봉삼거리, 용성자동차학원, 칠성삼거리, 삼도삼거리, 삼도동행정복지센터 | 11회           | 대원시내                            | 2         | 구 평동790                                                                                    |
| 송정99  | 용봉마을                                 | ↔        | 양동시장역(천변)        | 마곡, 동곡, 도산역, 광주송정역, 영광통, 공항역, 신야촌, 서창치안센터, 석교삼거리, 화정앞길, 무학초교, 상촌 | 4회/5회        | 현대교통                            | 1         | 일부시간대 마곡, 동곡 분토 경유 첫 차는 용봉마을 주민들의 편의를 위해 대촌동주민센터에서 출발 |
| 송정100 | 도산동                                   | ↔        | 도산동                  | 도산동행정복지센터, 광주송정역, 송정시장, 광주공항, 영광통, 광산경찰서, 선운휴먼시아, 럭키금속, 평동역, 아르네코리아 | 45~60          | 라정시내                            | 2         | 2011년 12월 24일 노선신설 저상버스 운행                                                       |
| 선운101 | 광주글로벌모터스(송산유원지 평일 일부만) | ↔        | 진흥고                  | 광주시립1요양병원, 금복중, 삼도초교, 동백훈련장, 호남대, 선운중학교, 광산경찰서, 금호타이어, 광주송정역, 공군부대후문, 송정대덕아파트, 소촌금호아파트, 우산리버힐아파트, 우산빛여울채아파트(동), 광주여대, 하남2지구, 광산세무서, 흑석사거리, 수완세한포유, 수완양우내안애, 수완우미린2차, 수완지구           | 18~22          | 대창운수 라정시내                   | 10        | 2012년 2월 27일 노선신설 구 수완11 통합                                                       |
| 지원152 | 전남대치과병원                           | ↔        | 화순도웅리1구 (능주)    | 광주역, 동부소방서, 동구청, 전남대병원/남광주시장, 학동·증심사입구역, 소태역, 화순공공도서관입구, 화순부영2차아파트, 화순터미널, 화순역 | 20~25          | 세영운수 을로운수                   | 7         | 구 지원150 통합                                                                               |
| 대촌170 | 도래                                     | ↔        | 롯데백화점              | 국립나주병원, 농업기술원, 남평농협, 하칠석, 대촌동주민센터, 푸충사, 수춘, 인성고, 송하삼익아파트, 대성여고, 백운광장, 대성사거리 | 60~65          | 을로운수                            | 3         |                                                                                               |
| 진월177 | 도곡온천                                 | ↔        | 양동시장역              | 원화리, 전남학숙, 노대, 덕남, 금호타운아파트, 광주대, 대성여고, 백운광장, 대성사거리, 양동시장 | 50~60          | 대원시내                            | 3         |                                                                                               |
| 두암181 | 대덕                                     | ↔        | 서방시장육교            | 창평초교, 고서사거리, 석곡파출소, 문흥지구입구, 무등도서관, 동강대 | 7회            | 대창운수                            | 1         |                                                                                               |
| 용전184 | 수북                                     | ↔        | 동부소방서              | 수북면사무소, 강의리, 용전사거리, 일곡지구, 오치한전, 전남대공과대학, 서방시장, 광주고/4.19역사관, 금남로4가역, 롯데백화점 | 14회           | 대진운수                            | 3         | 구 일곡180 통합                                                                               |
| 충효187 | 장등동 (대창운수)                        | ↔        | 연천                    | 문흥지구입구, 무등도서관, 동강대, 교육대, 산수오거리, 충장사, 광주호호수생태공원, 평촌, 소쇄원 | 40~50          | 대창운수                            | 3         |                                                                                               |
| 충효188 | 석저마을                                 | ↔        | 두암지구입구            | 무등산생태탐방원, 유산교, 충장사(북), 전망대, 산수무등파크, 장원초교(동), 산수오거리 | 5회            | 대창운수                            | 1         |                                                                                               |
| 첨단192 | 장성마산                                 | ↔        | 중앙여고                | 장성백운, 남면보건지소, 장성남중, 비아농협, 첨단도서관, 남부대, 신창용수마을, 동림푸른마을, 운암중, 서영대, 공구의거리, 한국국토정보공사광주중부지사 | 5회/6회        | 대창운수                            | 1         |                                                                                               |
| 첨단193 | 살레시오고등학교                         | ↔        | 남면사무소              | 일곡지구, 양산지구, 쌍암공원, 국립광주과학관, 진원동초교, 진원면사무소, 진원초교 | 6회/5회        | 대창운수                            | 1         |                                                                                               |
| 진곡196 | 진곡산단                                 | ↔        | 나주동신대              | 하남공단, 수완새한포유, 운남삼성아파트, 월곡시장, 광산중, 소촌금호아파트, 송정공원역, 영광통, 광주송정역, 금강1길. 송정초교, 도산동행정복지센터, 공군부대후문, 동곡, 노안남초교, 나주동신대, 나주정렬사 | 15~22          | 라정시내                            | 10        | 구 송정196                                                                                    |
| 송정197 | 도산동                                   | ↔        | 삼서면사무소            | 광주송정역, 광산경찰서, 호남대, 본량삼거리, 명도삼거리, 용호, 학동(본량), 보강, 삼서초교 | 6회            | 현대교통                            | 1         | 저상버스 운행                                                                                 |
| 대촌270 | 매월동                                   | ↔        | 구소                    | 풍암사거리, 금호지구, 운천저수지, 상무역, 김대중컨벤션센터역, 서창동행정복지센터, 서창치안센터, 석교삼거리, 화장앞길, 학촌 | 7회/6회        | 동화운수                            | 1         | 공영버스                                                                                      |
| 임곡290 | 도산동                                   | ↔        | 와산                    | 광주송정역, 영광통, 송정공원역, 우산동중흥S클래스, 광주자동화설비공업고, 우산리버힐아파트, 우산빛여울채아파트(동), 광주여대, 하남홈플러스, 유애서원, 정우화학, 하남3지구모아엘가, 하남1교, 송산유원지, 고룡정보산업학교, 임곡역                                                                               | 5회/4회        | 동화운수                            | 1         | 공영버스                                                                                      |
| 송정296 | 도산동                                   | ↔        | 동림마을                | 광주송정역, 광산경찰서, 호남대, 송산교, 본량삼거리, 명도삼거리, 신촌(본량) | 65~70          | 동화운수                            | 2         | 공영버스                                                                                      |
| 228     | 운암산코오롱하늘채                       | ↔        | 화순전남대병원 (사평)   | 동림삼익아파트, 동천동행정복지센터, 광천동, 광주종합버스터미널, 무등야구장, 광주역, 광주고/4.19역사관, 예술의거리입구, 5.18민주화운동기록관, 국립아시아문화전당(구,도청), 문화전당역, 전남대병원/남광주시장, 조선대병원, 학동·증심사입구역, 소태역, 화순공공도서관입구, 화순부영2차아파트, 화순전남대병원입구 | 18~25          | 동화운수                            | 10        | 구 지원151                                                                                    |
| 419     | 살레시오고등학교                         | ↔        | 조선대학교              | 일곡지구, 국제고, 비엔날레전시관, 유창아파트, 삼원맨션, 전남대공과대학, 동부교육청, 서방시장, 광주고/4.19역사관, 동구청, 국립아시아문화전당(구. 도청), 문화전당역, 조선대병원입구 | 30~40          | 세영운수                            | 6         | 구 금남56                                                                                     |
| 518     | 상무지구                                 | ↔        | 효령노인복지타운        | 5.18자유공원, 시청, 광주종합버스터미널, 광주일고/광주고용센터, 금남로4가역, 국립아시아문화전당(구.도청), 문화전당역, 전남여고, 광주고/4.19역사관, 광주역, 전남대, 북구청, 말바우시장, 무등도서관, 문흥지구입구, 석곡파출소, 국립5.18국립묘지, 단지삼거리, 영락공원                                            | 25~27          | 대창운수                            | 10        |                                                                                               |
| 1187    | 덕흥동                                   | ↔        | 무등산국립공원 (원효사) | 극락초교, 광주종합버스터미널, 광주시립미술관상록전시관, 광주역, 롯데백화점, 금남로4가역, 국립아시아문화전당(구.도청), 문화전당역, 동구노인복지회관, 법원입구, 장원초교, 충장사 | 20~25          | 동화운수 대원시내 삼원운수          | 8         |                                                                                               |
| 1187-1  | 전남여고                                 | ↔        | 무등산국립공원 (원효사) | 국립아시아문화전당(구,도청), 문화전당역, 동구노인복지회관, 법원입구, 장원초교, 충장사 | 25~30          | 세영운수                            | (3)       | 토요일 / 공휴일만 운행하는 노선임                                                             |

## 같이 보기
- 광주광역시의 시내버스